# Schneefluchtrecht

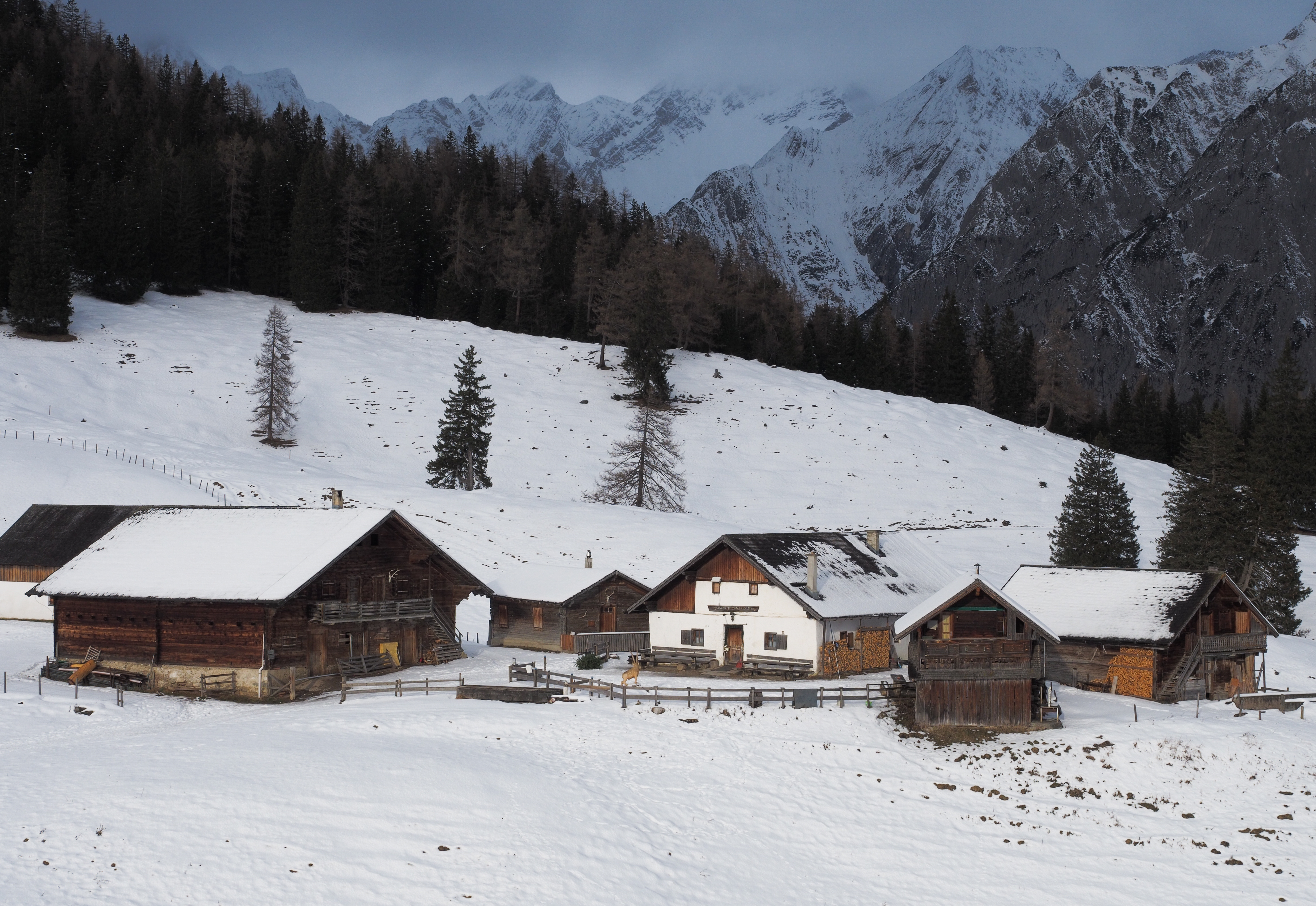
Schnee ist im Juli auf den Hochalmen nichts Seltenes.

Das Schneefluchtrecht erlaubte es, bei gefährlichen Wetterumstürzen, besonders bei frühem oder spätem Schneefall, das Almvieh in tiefer gelegene fremde Almen, Maiensässe oder Wälder zu treiben.
Das Schneefluchtrecht wurde in vielen Teilen Westösterreichs und der angrenzenden Schweiz schon früh als verbindlicher Rechtsanspruch vertraglich geregelt und ist an bestimmte Bedingungen wie eine zeitliche Wartefrist bis zur Inanspruchnahme und eine Entschädigung gebunden. Das Schneefluchtrecht war für die Almwirtschaft bedeutsam, aber mit erheblichem Konfliktpotenzial belastet. In der Gegenwart hat es – falls es noch verbindlich ist – mit den heutigen Almgebäuden und Zufahrtsstraßen in der Regel keine Bedeutung mehr. Anordnungsbefugt für die Inanspruchnahme des Schneefluchtrechts ist in der Regel der Alpmeister.
Die frühere Bedeutung dieses Rechts spiegelt sich auch im Flurnamen „Schneeflucht“.